# ویکتور اووچارنکو
ویکتور اووچارنکو (روسی: Ви́ктор Ива́нович Овчаре́нко؛ ۵ فوریهٔ ۱۹۴۳ – ۵ مهٔ ۲۰۰۹) فیلسوف، جامعه‌شناس، تاریخ‌نگار و روان‌شناس اهل روسیه بود.